# 加德納 (伊利諾伊州)
加德納（英語：Gardner）是位於美國伊利諾伊州格蘭迪縣的一個村落。

## 地理
加德納的座標為41°11′16″N 88°18′34″W / 41.18778°N 88.30944°W，而該地最高點為海拔高度178米（即584英尺）。

## 人口
根據2010年美國人口普查的數據，加德納的面積為7.59平方千米，當中陸地面積為7.52平方千米，而水域面積為0.07平方千米。當地共有人口1463人，而人口密度為每平方千米192人。